# Sot de Chera (kommunhuvudort)
Sot de Chera är en kommunhuvudort i Spanien.   Den ligger i provinsen Província de València och regionen Valencia, i den östra delen av landet, 250 km öster om huvudstaden Madrid. Sot de Chera ligger 430 meter över havet och antalet invånare är 381.
Terrängen runt Sot de Chera är huvudsakligen kuperad, men åt nordost är den platt. Runt Sot de Chera är det glesbefolkat, med 16 invånare per kvadratkilometer. Närmaste större samhälle är Villar del Arzobispo, 13,2 km nordost om Sot de Chera. 